# Siestrzeń
Siestrzeń – wieś sołecka w Polsce położona w województwie mazowieckim, w powiecie grodziskim, w gminie Żabia Wola.
Wieś szlachecka Siestrzinia położona była w drugiej połowie XVI wieku w powiecie błońskim ziemi warszawskiej województwa mazowieckiego.
Ziemie okalające wieś należały do majątku „Siestrzeń Powierzów”. Przed II wojną ostatnimi właścicielami majątku byli Janina i Edward Wlekli. Majątkiem administrował hrabia A.Taczanowski. Majątek został skonfiskowany po wojnie przez ówczesne władze z naruszeniem prawa.
W latach 1975–1998 miejscowość administracyjnie należała do województwa skierniewickiego.

## Komunikacja
We wsi znajduje się węzeł na drodze ekspresowej S8, umożliwiający zjazd na Grodzisk Mazowiecki lub w kierunku drogi krajowej nr 7, która przebiega 11 km dalej na wschód. 